# Aleksandrovo, Loveci
Aleksandrovo (în bulgară Александрово) este un sat în comuna Loveci, regiunea Loveci,  Bulgaria. 

## Demografie
Componența etnică a satului Aleksandrovo
     Bulgari (53,48%)
     Nicio identificare (15,43%)
     Turci (28,87%)
     Romi (0,77%)
     Altele (1,42%)
La recensământul din 2011, populația satului Aleksandrovo era de 1.548 locuitori. Din punct de vedere etnic, majoritatea locuitorilor (53,48%) erau bulgari, cu o minoritate de turci (28,87%). Pentru 15,43% din locuitori nu este cunoscută apartenența etnică.